# 琉歌

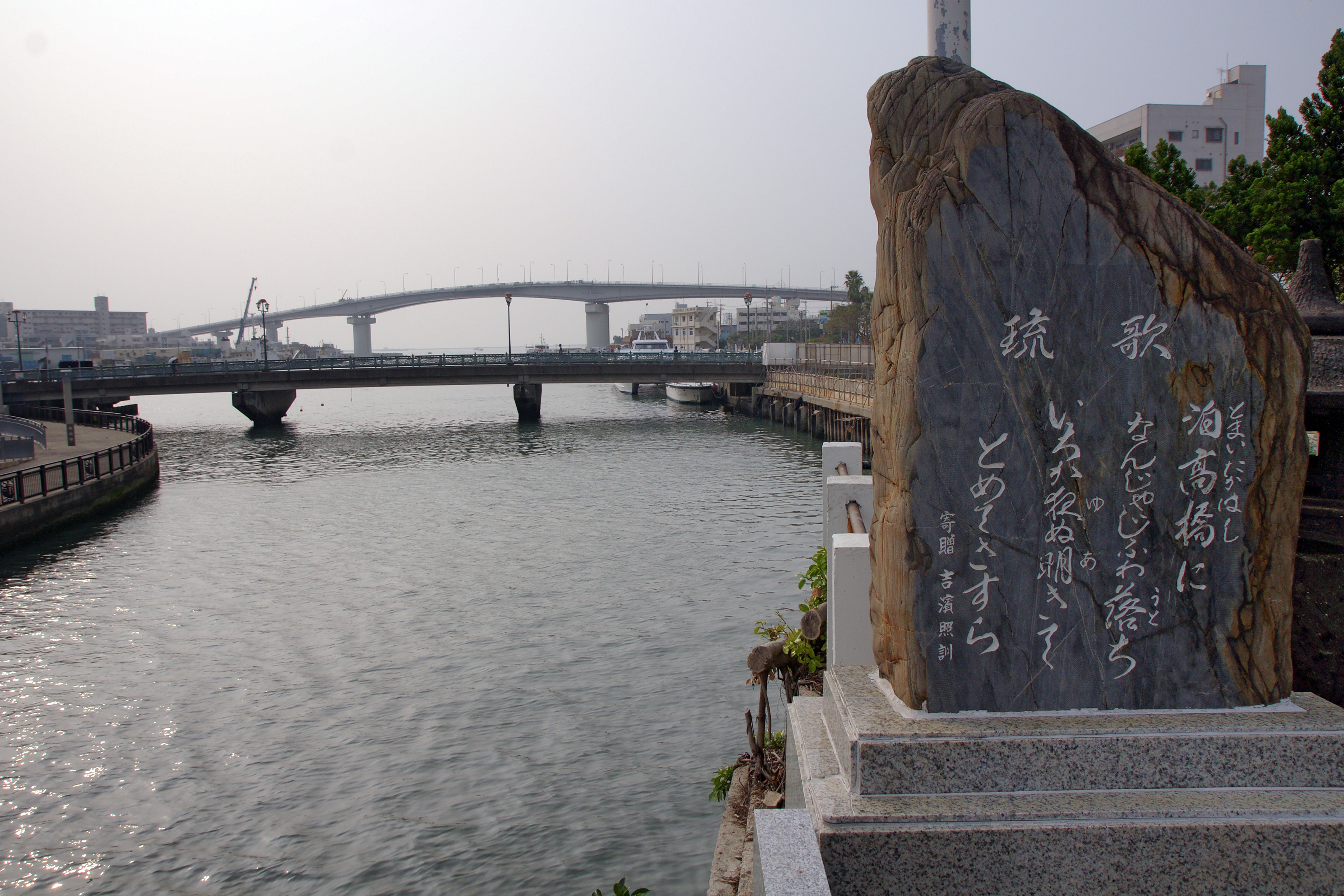
琉歌

琉歌是古代琉球國（今日本沖繩縣）的一種敘情短詩形詩歌形式，創作琉歌的作者被稱作歌人。與之相似的奄美群島的詩歌一般被稱作「島唄」而不被稱作「琉歌」。
琉歌源於琉球神道祭祀活動中祝女所讀的祝詞。最為常見的琉歌為短歌，共四句，每句音節數為8、8、8、6，其文節與祝詞相通。

## 琉歌的形式
琉歌的形式分為短歌、長歌兩種。

### 短歌
- 短歌

共三十音，每句音節數為八八、八六。例：
| 琉歌原文             | 日本語譯 | 中文翻譯         |
| きゆぬふくらしゃや   |          | 今天的自豪感唉呀 |
| なうにぢゃなたてぃる |          | 能用什麽來比喻呢 |
| つぃぶでぃうるはなぬ |          | 就像那含苞的花兒 |
| ちゆちゃたぐとぅ     |          | 受朝露的滋潤     |

- 仲風

每句音節數為七五、八六，也有五五、八六形式的。古典音樂仲風節代表的歌謠。例：
| 琉歌原文             | 日本語譯 | 中文翻譯         |
| かたりたや           |          | 所說的話呀       |
| かたりたや           |          | 所說的話呀       |
| つぃちぬやまぬふぁに |          | 在月亮的山的端上 |
| かかるまでぃん       |          | 依然在回蕩著     |

### 長歌
- 長歌

共三十八音，前面為音節數為八、八、八、八的連續音，末句為六音。
共二十二音，音節數為八、八的連續音，末句為六音。
音節數為八、八的連續音，八音之間插入囃子。
- 口說

音節數為七、五的連續音，與和歌的風潮相似。為中世日本的藝能傳至琉球時產生的新形式的琉歌。

## 著名琉歌歌人
- 伊世高（惣慶親雲上忠義）
- 馬國器（與那原親方良矩）
- 馬克承（小祿親方良忠）
- 向有恆（宜灣親方朝保）

### 女流歌人
- 吉屋鶴（吉屋チル）：平民出身，被賣為侏𠌯（藝娼）
- 恩納鍋（恩納なべ）

## 外部連結
- （日語） http://www.geocities.jp/ugushiku/ （页面存档备份，存于）